# 볼라나타

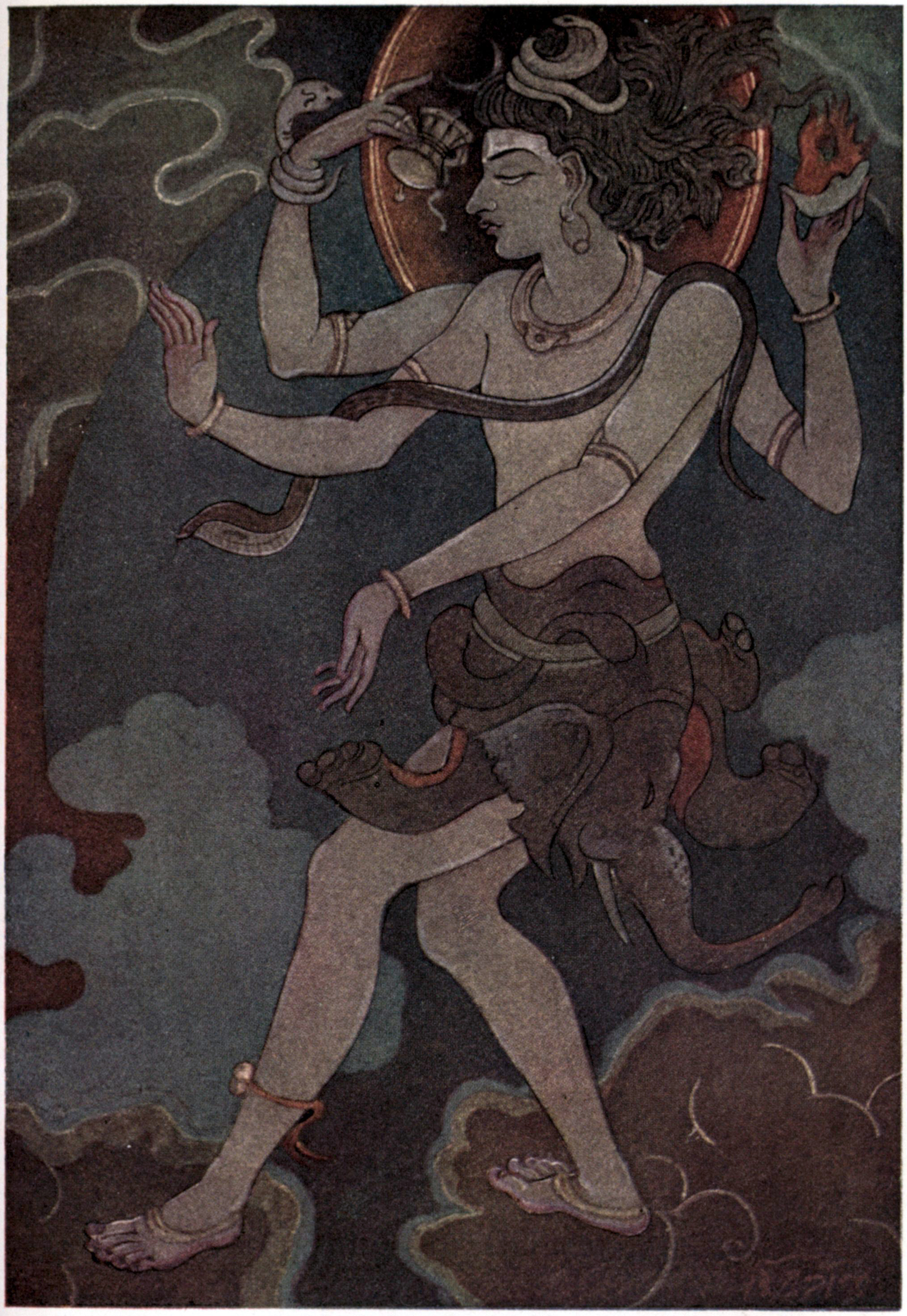
이 별명을 지닌 시바의 그림.

볼라나타(산스크리트어: भोलानाथ) 또는 볼레나트는 힌두교의 신 시바의 별명이다. 이 별명은 순수(bholā)의 군주(nātha)라는 뜻으로 시바의 지위를 나타낸다.

## 전설
볼라나타라는 별명은 때때로 바스마수라의 에피소드와 연관이 있다. 이 전설에서 바스마수라는 시바를 신봉한 후, 자신이 만지면 무엇이든 잿더미로 만드는 은총을 추구했다. 시바의 은총을 받은 바스마수라는 그 은총을 시험해보기로 결정했고, 시바가 도망가자 신을 잿더미로 만들려고 시도했다. 시바는 아름다운 마법사 모히니의 모습으로 나타난 비슈누에게 기도했다. 그녀는 바스마수라에게 춤을 가르치면서 자신의 손을 머리 위에 얹도록 속여서 시바를 구했다.